# 全員惡玉
《全員惡玉》，日本原創電視動畫，由Studio Pierrot製作，Tookyo Games原案。原定2020年7月起播映；因COVID-19疫情對日本的影響，延期至2020年10月起播映，共12集。改編舞台劇於2022年3月26日、27日在大阪COOL JAPAN PARK OSAKA WW會堂上演。

## 故事
關東與關西地區之間的戰爭使世界分裂。關西成為關東的附庸國。但是，政府和警察的權力正在減弱，犯罪現象十分普遍。這些罪犯被稱為「惡玉」，某一天一股勢力將各地具有奇異技能的罪犯們聚集在一起，一個大事件在都市中開始了。

## 登場角色

### 惡玉
一般人 / 詐欺師（聲：黑澤朋世，演：黑澤知葉）
本作第一主人公。
20歲。生日：4月15日。血型：A型。身高：165cm。體重：44kg。三圍：B85/W64/H87。喜歡的食物：飯。
刑期0年→???年。被捲入事件的倒楣鬼，在印章中心工作。自稱是騙過了犯罪系統，所以犯罪系統中無紀錄的天才詐欺師，但實際上只是沒有任何犯罪技能的一般人。在最後讓搬運工帶著供品離開關西，自己則留下來拖延時間，隨後被系統認出是惡玉，立即遭到公開處刑而死。
送貨員（聲：梅原裕一郎，演：蒼木陣）
27歲。生日：8月23日。血型：B型。身高：185cm。體重：75kg。三圍：B96/W80/H95。喜歡的食物：章魚燒。
刑期748年。使命必達的送貨員，因為無視交通規則與不問委託人的個性而被通緝。送貨用的摩托車是由九州工廠生產的關東科技，具備強大武力，能藉由射出的鋼索飛簷走壁。最後被詐欺師委託帶供品離開關西，獨自一人應戰關東最高科技，其摩托車在電磁炮對轟後過熱並損毀，於是拆下車前破損的雷射裝置，並改用自己的手臂當作導管再度發射電磁炮，成功摧毀追逐供品的關東科技，最後滿足的閉上雙眼死去。
打架專家（聲：武內駿輔，演：櫻庭大翔）
35歲。生日：11月29日。血型：AB型。身高：200cm。體重：95kg。三圍：B115/W90/H110。喜歡的食物：肉。
刑期348年。具有強大的肉體力量，因到處鬥毆而被通緝，雖然擁有巨大的力量，但是心智上基本上跟幼兒沒兩樣，最終與處刑課師傅同歸於盡。
駭客（聲：堀江瞬，演：廣野凌大）
17歲。生日：6月14日。血型：A型。身高：160cm。體重：47kg。三圍：B75/W65/H78。喜歡的食物：in果凍。
刑期589年。如其名是個駭客，因為一時興起而去侵入重要資訊系統而被通緝，個性上對於有興趣的事情會非常執著，但是對沒有興趣的事情則非常冷漠。在新幹線上的絕對領域內失去肉體並將自己的精神存入自己的無人機中，在最後幫助詐欺師從關東奪回供品後消失。
醫生（聲：緒方惠美，演：吉川友）
年齡不明。生日：6月9日。血型：B型。身高：175cm。體重：52kg。三圍：B111/W63/H99。喜歡的食物：葡萄酒、起司。
刑期432年。一位有魅力的女人，因為非法行醫而被通緝，具有非常強大的治療能力，能夠在重傷的狀況下瞬間治好自己。希望能自由控制自己的生死，而想得到貨物。教給小混混殺人方式卻敗在這一招並且重傷，來不急醫治自己，被恐慌的群眾踩死。
小混混（聲：木村昴，演：長妻怜央）
23歲。生日：9月17日。血型：O型。身高：175cm。體重：66kg。三圍：B86/W72/H86。喜歡的食物：拉麵。
刑期4年。原D級惡玉，社會的寄生蟲，因為搶劫而被關，後來在騷動中趁亂逃出，因而得以混入受到召集的罪犯們中。心靈依靠的打架專家被醫生嘲諷輕視了一番，隨後用醫師給自己的技巧重傷醫生。但也遭到反擊，頸部失血而死。
殺人狂（聲：櫻井孝宏，演：本田禮生）
27歲。生日：1月13日。血型：AB型。身高：185cm。體重：70kg。三圍：B96/W80/H95。喜歡的食物：棉花糖。
刑期967年。瘋狂的連續殺人犯，殺人數1000人，原本預計會被警方公開處死，但是在罪犯們引發的騷動中重獲自由。將詐欺師當成天使，一直服從指示。沉醉在詐欺師的「紅色」中遭到其用光刀刺穿身體，失血過多而死。

### 供品
哥哥 / 黑貓（聲：內田真禮）
送去關東的供品之一。以黑貓身分強行委託惡玉們任務的人。
妹妹（聲：市之瀨加那）
送去關東的供品之一。

### 處刑課
師傅（聲：大塚明夫）
44歲。生日：11月11日。血型：O型。身高：190cm。體重：80kg。三圍：B95/W80/H100。喜歡的食物：鰆魚做的西京燒。
編號658。處刑課老手。最早被派出對付惡玉的處刑課成員，在新幹線上遭到惡玉們重傷，事後遭到停職。惡玉重新入侵關西時，與打架專家同歸於盡。
弟子（聲：花守由美里）
21歲。生日：10月21日。血型：B型。身高：165cm。體重：49kg。三圍：B90/W65/H97。喜歡的食物：草莓。
處刑課若手。最早被派出對付惡玉的處刑課成員，在惡玉重新入侵關西時，被師傅丟在醫院，趕到時師傅已經與打架專家同歸於盡，被同樣趕到的小混混刺傷右眼。
BOSS（聲：榊原良子）
處刑課BOSS。
後輩（聲：上遠野太洸）
處刑課新手。

### 其他
兔子（聲：間宮久留美）

鯊魚（聲：長）

## 電視動畫

### 製作人員
- 原作：Studio Pierrot、Tookyo Games
- 故事原案：小高和剛
- 角色原案：小松崎類
- 監督：田口智久
- 副監督：笹原嘉文
- 系列構成：海法紀光、田口智久
- 角色设计：Cindy H. Yamauchi
- 机械设计：山本翔、宮川治雄、常木志伸
- 美術監督：谷岡善王
- 美術設定：青木薰
- 色彩設計：合田沙織
- 編輯：三嶋章紀
- 攝影監督：山田和弘
- CG監督：藤谷秀法
- 音響監督：長崎行男
- 音樂制作：NBC Universal Entertainment
- 音響制作：Delphi Sound
- 音樂：會田茂一、井内舞子
- 音樂製片：藤平直孝
- 制片：富永禎彥、津川明倫、團野喜人、高橋和彰
- 动画制作：studioぴえろ
- 製作：全員惡玉製作委員會

### 各話列表
| 話數 | 日文標題 | 中文標題     | 劇本                                 | 分鏡             | 演出                         | 作畫監督                              | 首播日期 （2020年） |
| ---- | -------- | ------------ | ------------------------------------ | ---------------- | ---------------------------- | ------------------------------------- | ------------------- |
| #01  |          | 火線追緝令   | 海法紀光、田口智久                   | 田口智久         | 田口智久                     | Cindy H. Yamauchi                     | 10月8日             |
| #02  |          | 霸道橫行     | 海法紀光、笹原嘉文、田口智久         | 笹原嘉文         | 笹原嘉文                     | 小澤早依子                            | 10月15日            |
| #03  |          | 不可能的任務 | 森瀨遼、笹原嘉文、田口智久           | 村田光           | 村田光                       | 渡邊葉瑠                              | 10月22日            |
| #04  |          | 捍衛戰警     | 海法紀光、田口智久                   | 山本航           | 小高義規                     | 沼田くみ子                            | 10月29日            |
| #05  |          | 越過死亡線   | 森瀨遼、海法紀光、笹原嘉文、田口智久 | 田頭しのぶ       | 堂山卓見                     | 河野真貴                              | 11月5日             |
| #06  |          | 四海兄弟     | 笹原嘉文、田口智久                   | 笹原嘉文         | 笹原嘉文                     | 小澤早依子                            | 11月12日            |
| #07  |          | 童夢失魂夜   | 村田光、田口智久                     | 村田光           | 村田光                       | 長谷川享雄                            | 11月19日            |
| #08  |          | 黑雨         | 田口智久                             | 田頭しのぶ       | 鈴木佑太、田口智久、笹原嘉文 | 稲留和美                              | 11月26日            |
| #09  |          | 鬼店         | 田口智久                             | 田頭しのぶ       | 田口智久                     | 立川聖冶                              | 12月3日             |
| #10  |          | 火線交錯     | 田口智久                             | 村田光、田口智久 | 村田光                       | 沼田くみ子                            | 12月10日            |
| #11  |          | 戰爭遊戲     | 田口智久                             | 笹原嘉文         | 笹原嘉文                     | 小澤早依子、高柳久美子                | 12月17日            |
| #12  |          | 全員惡玉     | 田口智久                             | 田口智久         | 田口智久                     | Cindy H. Yamauchi、立川聖治、稻留和美 | 12月24日            |

### 藍光與DVD
| 卷數 | 發售日期       | 收錄話數       | 規格編號   | 規格編號  | 封面角色      |
| 卷數 | 發售日期       | 收錄話數       | 藍光限定版 | DVD限定版 | 封面角色      |
| ---- | -------------- | -------------- | ---------- | --------- | ------------- |
| 1    | 2020年12月25日 | 第1話、第2話   | GNXA-7451  | GNBA-8191 | 一般人 送貨員 |
| 2    | 2021年1月29日  | 第3話、第4話   | GNXA-7452  | GNBA-8192 | 打架專家      |
| 3    | 2021年2月26日  | 第5話、第6話   | GNXA-7453  | GNBA-8193 | 駭客          |
| 4    | 2021年3月26日  | 第7話、第8話   | GNXA-7454  | GNBA-8194 | 醫生          |
| 5    | 2021年4月28日  | 第9話、第10話  | GNXA-7455  | GNBA-8195 | 小混混        |
| 6    | 2021年5月28日  | 第11話、第12話 | GNXA-7456  | GNBA-8196 | 殺人狂        |

### 播映平台
| 播映日期                 | 播映時間（UTC+9）    | 播映電視台 | 播映地區 |
| ------------------------ | -------------------- | ---------- | -------- |
| 2020年10月8日－12月24日  | 星期四 21:30 - 22:00 | AT-X       | 日本全國 |
| 2020年10月8日－12月24日  | 星期四 23:30 - 24:00 | SUN電視台  | 兵庫縣   |
| 2020年10月8日－12月24日  | 星期四 24:00 - 24:30 | TOKYO MX   | 東京都   |
| 2020年10月8日－12月24日  | 星期四 25:00 - 25:30 | KBS京都    | 京都府   |
| 2020年10月13日－12月29日 | 星期二 24:00 - 24:30 | J:COM      | 日本全國 |

## 漫畫
漫畫版由2020年7月7日起於漫畫網站Renta Comics上架，由大柿六郎（大柿ロクロウ）作畫。

## 外部連結
- 官方网站 （日語）
- 全員惡玉的X（前Twitter） （日語）
- 全員惡玉的Instagram帳戶 （日語）
- 漫畫官方網站 （页面存档备份，存于）（日語）